# Valeska Röver
Valeska Röver, também Valesca Röver (Hamburgo, 6 de fevereiro de 1849 — Hamburgo, 31 de março de 1931) foi uma pintora alemã. Röver começou uma escola de arte para mulheres na sua cidade natal, Hamburgo.

## Biografia

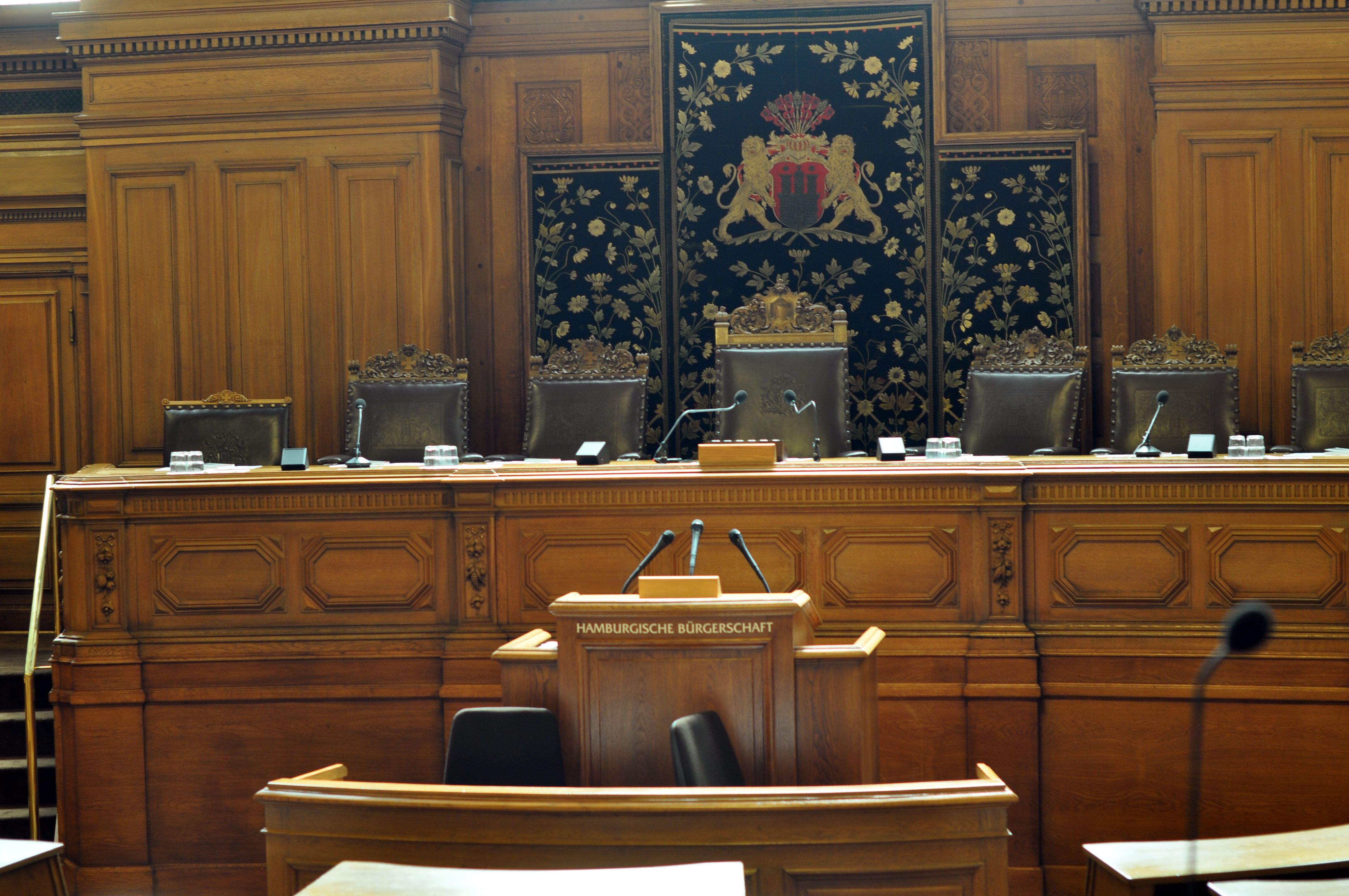
As cortinas bordadas atrás da cadeira do presidente na Hamburger Bürgerschaft são de Valeska Röver

Ela é conhecida por iniciar uma escola de arte para mulheres em Hamburgo. Na época, as mulheres foram banidas das escolas de arte existentes. Os seus alunos incluíam Gerda Koppel e Alma del Banco.
Ela pintou naturezas-mortas de flores e frutas. Valeska Röver também foi contratada para criar cortinas bordadas para ficarem atrás das cadeiras do presidente da câmara do conselho (gabinete do Senado) da Câmara de Hamburgo e do presidente no Parlamento de Hamburgo. Ela também criou adornos de altar para a Igreja de St. James em Hamburgo.